# Ignazio Panzavecchia
Ignazio Panzavecchia (maltsky Injazju Panzavecchia; 21. listopadu 1855, Senglea – 20. srpna 1925) byl maltský římskokatolický kněz, prelát, politik a zakladatel strany Maltská politická unie. Je považován za prvního premiéra Malty, i když protože byl kněz, na tento post nenastoupil.

## Život
Panzavecchia se narodil 21. listopadu 1855 v Sengleu na Maltě jako syn Liboria Panzavecchie a Katariny Panzavecchie, rozené Cuschieri. 20. prosince 1879 byl vysvěcen na kněze a zpočátku pracoval jako ředitel hospice sv. Anny ve svém rodném městě. Mezi lety 1891 až 1892 byl zástupcem církve v Radě vlády, kde se stavěl proti občanským sňatkům. Byl velkým zastáncem liberální demokracie a v roce 1910 založil tzv. Vlasteneckou komisi (Comitato Patriotico), která byla pokračovatelem protibritského boje Enrica Mizziho. Od roku 1919 se aktivně účastnil čerstvě založeného Národního shromáždění (Assemblea Nazzjonali) a před prvními svobodnými volbami v roce 1921 založil svou politickou stranu, kterou pojmenoval Maltská politická unie (Unjoni Politika Maltija – UPM). Tato strana prosazovala náboženské hodnoty, národní kulturu a ústavní právo. Když v roce 1921 Maltská politická unie ve volbách zvítězila, bylo Panzavecchiovi nabídnuto místo předsedy vlády, ale ten jakožto kněz musel odmítnout. Místo něj byl zvolen Joseph Howard, Panzavecchiův kolega, který se tak stal prvním předsedou vlády Malty.
Panzavecchia velice obdivoval italskou kulturu, v níž viděl původ jak maltské, tak i evropské kultury. Byl také kanovníkem kostela sv. Jana z Valletty. Svou sbírku vzácných historických maltských mincí odkázal státu. Zemřel ve věku 69 let a je pohřben v Katedrále sv. Pavla v Mdině.